# 황토기
"황토기"(The Story of Yellow Village)는 1979년에 개봉한 대한민국의 영화이다.

## 캐스팅
- 이대근
- 김동현
- 선우용여
- 한은진
- 유정희
- 김정애
- 김신재
- 권일정
- 김경란
- 이강식
- 김해연